# Lijst van voetbalinterlands Myanmar - Zuid-Vietnam
Deze lijst van voetbalinterlands is een overzicht van alle officiële voetbalwedstrijden tussen de nationale teams van Myanmar (voormalig Birma) en Zuid-Vietnam. De landen hebben tien keer tegen elkaar gespeeld. De eerste ontmoeting, een vriendschappelijke wedstrijd, werd gespeeld in Bangkok (Thailand) op 14 december 1959. Het laatste duel, eveneens een vriendschappelijke wedstrijd, vond plaats op 8 september 1973 in Singapore.

## Wedstrijden
| №  | Plaats       | Datum            | Competitie        | Wedstrijd            | Uitslag |
| -- | ------------ | ---------------- | ----------------- | -------------------- | ------- |
| 1  | Bangkok      | 14 december 1959 | Vriendschappelijk | Zuid-Vietnam − Birma | 3 − 0   |
| 2  | Rangoon      | 14 december 1961 | Vriendschappelijk | Birma − Zuid-Vietnam | 2 − 1   |
| 3  | Kuala Lumpur | 2 september 1964 | Vriendschappelijk | Birma − Zuid-Vietnam | 1 − 0   |
| 4  | Kuala Lumpur | 28 augustus 1966 | Vriendschappelijk | Zuid-Vietnam − Birma | 1 − 0   |
| 5  | Kuala Lumpur | 22 augustus 1967 | Vriendschappelijk | Birma − Zuid-Vietnam | 3 − 0   |
| 6  | Bangkok      | 16 december 1967 | Vriendschappelijk | Birma − Zuid-Vietnam | 2 − 1   |
| 7  | Kuala Lumpur | 10 augustus 1968 | Vriendschappelijk | Birma − Zuid-Vietnam | 3 − 0   |
| 8  | Kuala Lumpur | 5 augustus 1970  | Vriendschappelijk | Birma − Zuid-Vietnam | 4 − 2   |
| 9  | Seoel        | 6 mei 1971       | Vriendschappelijk | Birma − Zuid-Vietnam | 2 − 0   |
| 10 | Kuala Lumpur | 12 december 1971 | Vriendschappelijk | Birma − Zuid-Vietnam | 0 − 0   |
| 11 | Kuala Lumpur | 2 augustus 1973  | Vriendschappelijk | Birma − Zuid-Vietnam | 2 − 1   |
| 12 | Singapore    | 3 september 1973 | Vriendschappelijk | Birma − Zuid-Vietnam | 3 − 2   |
| 13 | Singapore    | 8 september 1973 | Vriendschappelijk | Birma − Zuid-Vietnam | 3 − 2   |

## Samenvatting
| Competitie        | Totaal gespeeld | Winst Myanmar | Gelijk | Winst Zuid-Vietnam | Doelsaldo Myanmar – Zuid-Vietnam |
| ----------------- | --------------- | ------------- | ------ | ------------------ | -------------------------------- |
| Vriendschappelijk | 13              | 10            | 1      | 2                  | 25 − 13                          |
| Totaal            | 13              | 10            | 1      | 2                  | 25 − 13                          |

MFF · 
A-internationals · 
Myanmarees vrouwenelftal
1951 – 1959 · 
1960 – 1969 · 
1970 – 1979 · 
1980 – 1989 · 
1990 – 1999 · 
2000 – 2009 · 
2010 – 2019 ·
2020 − 2029
Bahrein ·
Bangladesh ·
Bolivia ·
Brunei ·
Burundi ·
Cambodja ·
China ·
DDR ·
Filipijnen ·
Guam ·
Hongkong ·
India ·
Indonesië ·
Irak ·
Iran ·
Israël ·
Japan ·
Kirgizië ·
Koeweit ·
Laos ·
Lesotho ·
Libanon ·
Libië ·
Luxemburg ·
Macau ·
Malediven ·
Maleisië ·
Marokko ·
Mongolië ·
Nepal ·
Nieuw-Zeeland ·
Noord-Korea ·
Oman ·
Oost-Timor ·
Pakistan ·
Palestina ·
Qatar ·
Singapore ·
Sri Lanka ·
Syrië ·
Tadzjikistan ·
Taiwan ·
Thailand ·
Turkmenistan ·
Verenigde Arabische Emiraten ·
Vietnam ·
Zuid-Korea ·
Zuid-Vietnam
VFA
1949 – 1959 · 
1960 – 1969 · 
1970 – 1975
Azië Cup 1956 · 
Azië Cup 1960
Australië ·
Bangladesh ·
Cambodja ·
Filipijnen ·
Hongkong ·
India ·
Indonesië ·
Israël ·
Japan ·
Koeweit ·
Laos ·
Maleisië ·
Myanmar ·
Nieuw-Zeeland ·
Pakistan ·
Singapore ·
Taiwan ·
Thailand ·
Zuid-Korea